# Alejandro Esteve Power
Alejandro Esteve Power (Benidorm, Alicante, 28 de marzo de 1980), conocido como Alejandro Esteve, es un entrenador español que actualmente dirige al Mavlon Football Club de la Primera División de Andorra.

## Trayectoria deportiva
Natural de Benidorm, Alicante, Alejandro es licenciado en Ciencias del Deporte por la UCAM y además posee un Máster en Dirección y Entrenamiento de equipos de fútbol y otro en Alto rendimiento en fútbol. En 2007 comenzaría su trayectoria en los banquillos siendo segundo entrenador del CD Polop de la Regional Preferente de la Comunidad Valenciana. 
En la temporada 2008-09, firma por el UD Altea de la Regional Preferente de la Comunidad Valenciana, al que dirige durante tres temporadas formando tándem con Jaime Sabuco. 
En 2011, firma como entrenador del CF La Nucía al que dirige durante cuatro temporadas en la Regional Preferente de la Comunidad Valenciana.
En octubre de 2015, tras finalizar su etapa en el CF La Nucía, firma como segundo entrenador del Hapoel Tel Aviv Football Club de la Liga Premier de Israel, formando parte de los cuerpos técnicos de Eli Guttman y Guy Levy, en el que trabaja durante la temporada 2015-16.
En julio de 2016, regresa al CF La Nucía de la Regional Preferente de la Comunidad Valenciana. Al término de la temporada 2016-17, lograría el ascenso a la Tercera División de España. En la temporada 2017-18, dirige al conjunto alicantino en la Tercera División de España, acabando la liga en cuarta posición y disputando play-offs de ascenso a Segunda División B de España.
En la temporada 2019-20, firma como segundo entrenador del Deportivo de la Coruña de la Segunda División de España, trabajando en los cuerpos técnicos de Natxo González, José Luis Martí, Juan Antonio Anquela y Luis César Sampedro.
En julio de 2020, firma como segundo entrenador del Hércules de Alicante Club de Fútbol de la Segunda División B de España. El 26 de enero de 2021, tras la destitución de David García Cubillo, se hace cargo durante varias jornadas de manera interina del banquillo del Hércules de Alicante Club de Fútbol, hasta la llegada en febrero de Manolo Díaz.
El 24 de julio de 2021, firma como entrenador del Hércules de Alicante Club de Fútbol "B" de la Tercera Federación.
El 21 de junio de 2022, firma como entrenador del Torrent Club de Fútbol de la Tercera Federación. El 25 de octubre de 2022, pondría fin a su etapa en el conjunto valenciano tras sumar 5 de 24 puntos posibles y encontrarse el Torrent Club de Fútbol en zona de descenso.
El 29 de diciembre de 2022, se convierte en entrenador del Mavlon Football Club de la Primera División de Andorra, club de nueva creación en sustitución del Futbol Club Penya d'Andorra.

## Clubes

### Como entrenador
| Club                                                | País    | Año             |
| --------------------------------------------------- | ------- | --------------- |
| CD Polop (2º Entrenador)                            | España  | 2007 - 2008     |
| Unión Deportiva Altea                               | España  | 2008 - 2011     |
| CF La Nucía                                         | España  | 2011 - 2015     |
| Hapoel Tel Aviv Football Club (2º Entrenador)       | Israel  | 2015 - 2016     |
| CF La Nucía                                         | España  | 2016 - 2018     |
| Deportivo de la Coruña (2º Entrenador)              | España  | 2019-2020       |
| Hércules de Alicante Club de Fútbol (2º Entrenador) | España  | 2020 - 2021     |
| Hércules de Alicante Club de Fútbol                 | España  | 2021            |
| Hércules de Alicante Club de Fútbol "B"             | España  | 2021-2022       |
| Torrent Club de Fútbol                              | España  | 2022 - 2022     |
| Mavlon Football Club                                | Andorra | 2023-actualidad |